# شیلانشا
شیلانشا (به لاتین: Shilansha) یک منطقهٔ مسکونی در روسیه است که در شهرستان کایتاگسکی واقع شده‌است.